# Murallas de Trebisonda
Las murallas de Trebisonda (o las «murallas de Trabzon») son una serie de murallas defensivas que rodean el casco antiguo de la ciudad de Trebisonda, al noreste de Turquía. Las fortificaciones a veces se llaman el castillo de Trebisonda (en turco: Trabzon Kalesi). Sin embargo, no funcionaban como castillo, sino como murallas de la ciudad. Construido sobre cimientos que datan de la época romana con piedras de sillería de estructuras anteriores en el sitio, las murallas se extienden desde la colina en la parte trasera del casco antiguo hasta la orilla del mar Negro. Las murallas dividieron todavía más la ciudad en tres partes; la Ciudad Alta o «fortaleza» (Yukari Hisar), la Ciudad Media (Orta Hisar) y la Ciudad Baja (Aşağı Hisar). Las ciudades Alta y Media están flanqueadas por barrancos escarpados cortados por los arroyos Zagnos (Iskeleboz) y Tabakhane (Kuzgun) al oeste y al este respectivamente, mientras que la ciudad baja se extiende al oeste de Zagnos. 

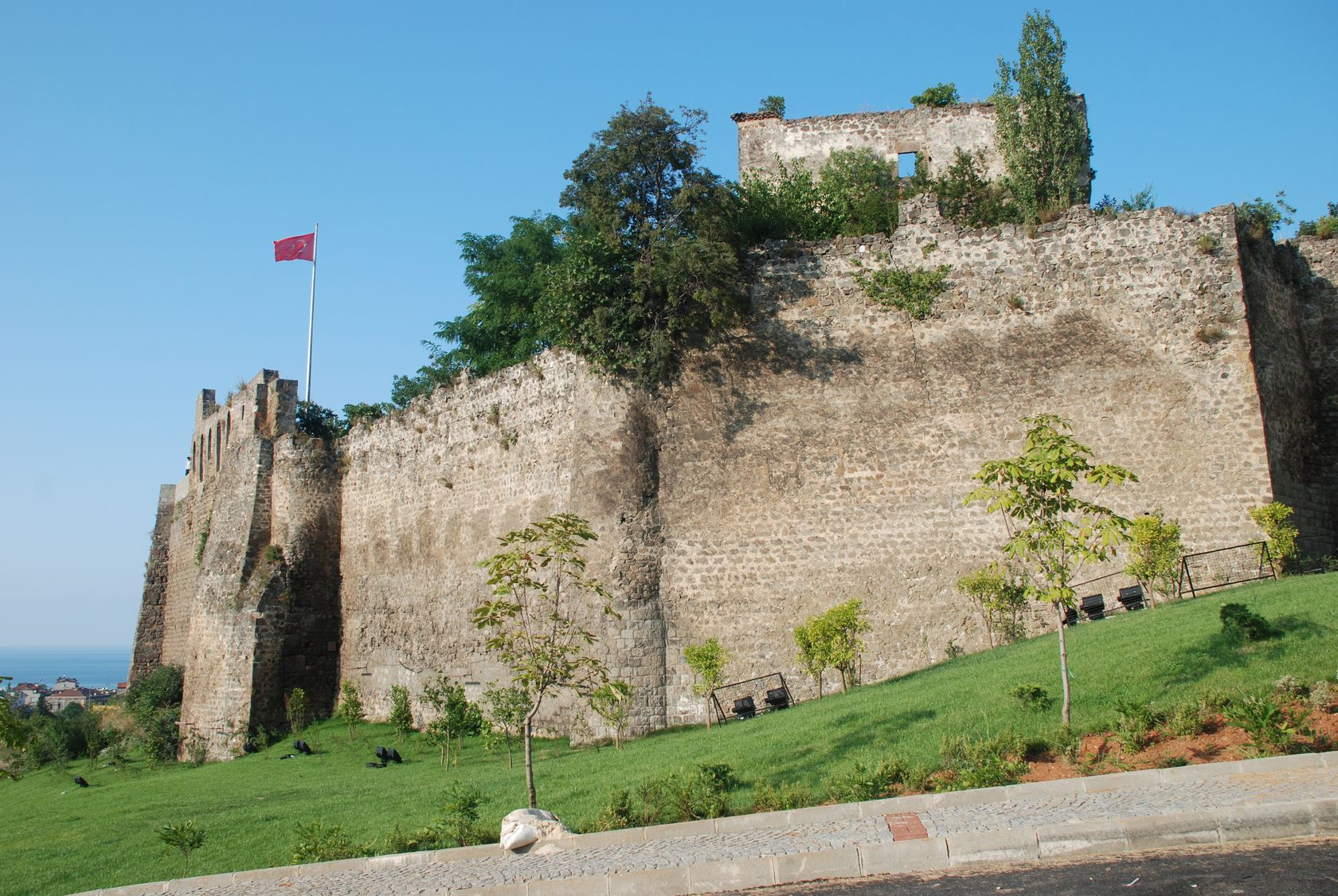
La ciudadela.

La Ciudad Alta funcionó como ciudadela y como acrópolis de la ciudad. Se cree que la ciudadela fue construida como la primera construcción en 2000 a. C. Algunas fuentes tempranas mencionan la existencia de ruinas de estructuras como el hipódromo, torre, baño y palacio. La ciudadela sufrió diversas modificaciones a lo largo de la historia. Los muros de la Fortaleza Superior son más altos que los de las otras partes. Está fortificado en el sur con muros y torres más altos y gruesos. Durante la época romana se construyó un acueducto para abastecer de agua dulce a la Ciudad Alta. La Ciudad Alta era accesible a través de una puerta doble con la Ciudad Media. El palacio imperial del Imperio de Trebisonda estaba ubicado en la Ciudad Alta. Después de la rendición de la ciudad a las fuerzas otomanas, se construyó una pequeña mezquita junto al palacio. Algunos epígrafes de la época otomana, que se encontraron entre los muros de la ciudadela, se pueden ver en el museo de Trebisonda.
La Ciudad Media, que fue construida por Alejo II de Trebisonda (reinó de 1297 a 1330), es la continuación de las partes superior e inferior. No tiene forma regular. Sus dos puertas, Imaret Kapı (literalmente: Puerta de la Cocina de las Limosnas) y Zağanos Kapı (Puerta de Zağanos Pasha) están situadas en el oeste. Tiene dos puertas más en otros lados, Tabakhane Kapısı (Puerta de la Curtiduría) y Kule Kapı (Puerta de la Torre). Los edificios notables que se encuentran aquí son la mezquita Orta Hisar (iglesia Panagia Crisocéfalo), la mansión del Gobernador, el Puente Zağanos, Kule Hamamı (Baño de la Torre), Çifte Hamma (Baño Gemelo), mezquita Amasya, mezquita Şirin Hatun y mezquita Musa Pasha.
La Ciudad Baja se extiende al oeste desde la Torre Zağanos hasta el mar. También esta parte de las fortificaciones fue construida por Alejo II de Trebisonda. Sin embargo, una inscripción con la tughra del sultán otomano Mehmed II (que reinó entre 1444 y 1446 y entre 1451 y 1481) está situada sobre la puerta de Moloz Tabya (literalmente: Bastión de Escombros). En el este, hay dos puertas, Pazarkapı (Puerta del Mercado) y Mumhane Kapı (Puerta de la Chandlería). Los edificios históricos alrededor de la Fortaleza Inferior son la mezquita Molla Siyah (iglesia de san Andrés), la mezquita Hoca Halil, la mezquita Pazarkapı, las mansiones Kundupoğlu y Yarımbıyıkoğlu, Sekiz Düzenli Hamam (baño), Tophane Hamamı (baño), Hacı Arif Hamamı (baño) y las fuentes İskender Pasha.
La mayor parte de las murallas de la ciudad todavía están en pie y se encuentran entre los edificios más antiguos de la ciudad. De hecho, su parte más antigua se remonta al siglo I d. C. durante la era del Imperio romano. Las fuentes históricas proporcionan información sobre etapas más antiguas de su construcción. Jenofonte, que visitó la ciudad en el siglo V a. C., también mencionó la existencia de murallas.
En 1921, algunos de los cristianos restantes de la ciudad recibieron la orden de las autoridades municipales de desmantelar la piedra de la fortaleza de la época de Comnenos y utilizar los escombros para la construcción de carreteras.
Durante el siglo XX, los valles en los lados occidental y oriental de las ciudades Media y Alta se edificaron con construcciones ilegales, en algunos casos obstruyendo la vista de las murallas. En las últimas dos décadas, el municipio de Trebisonda ha iniciado una serie de proyectos de remodelación que rodean el casco antiguo. A partir de 2017, el valle occidental de Zagnos se ha convertido en un parque con vista sin obstáculos de las murallas y el acueducto, y las construcciones ilegales en el valle oriental de Kuzgun (o Tabakhane) han sido demolidas. El valle de Kuzgun eventualmente también se convertirá en un parque.

## Galería

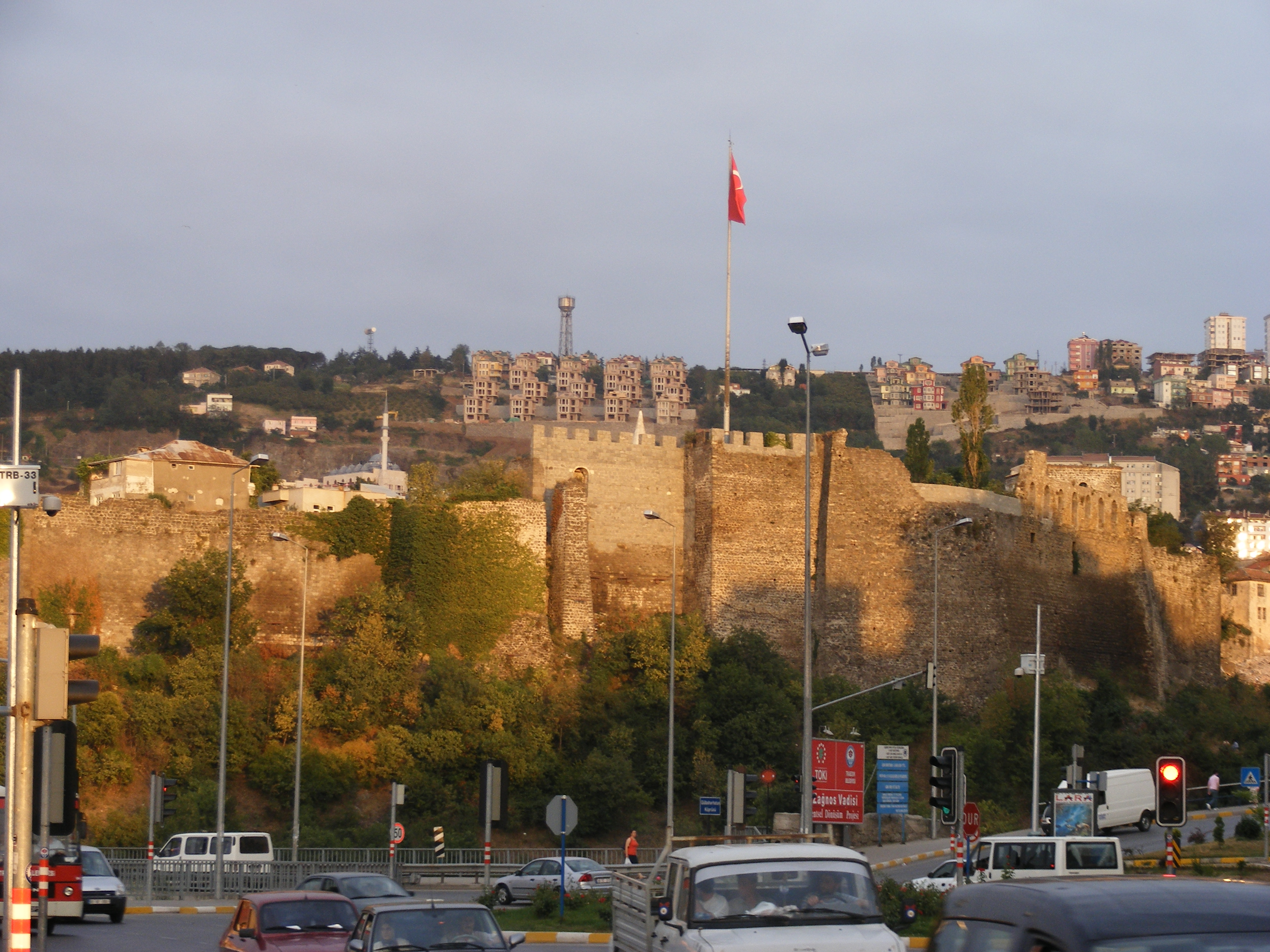
Murallas
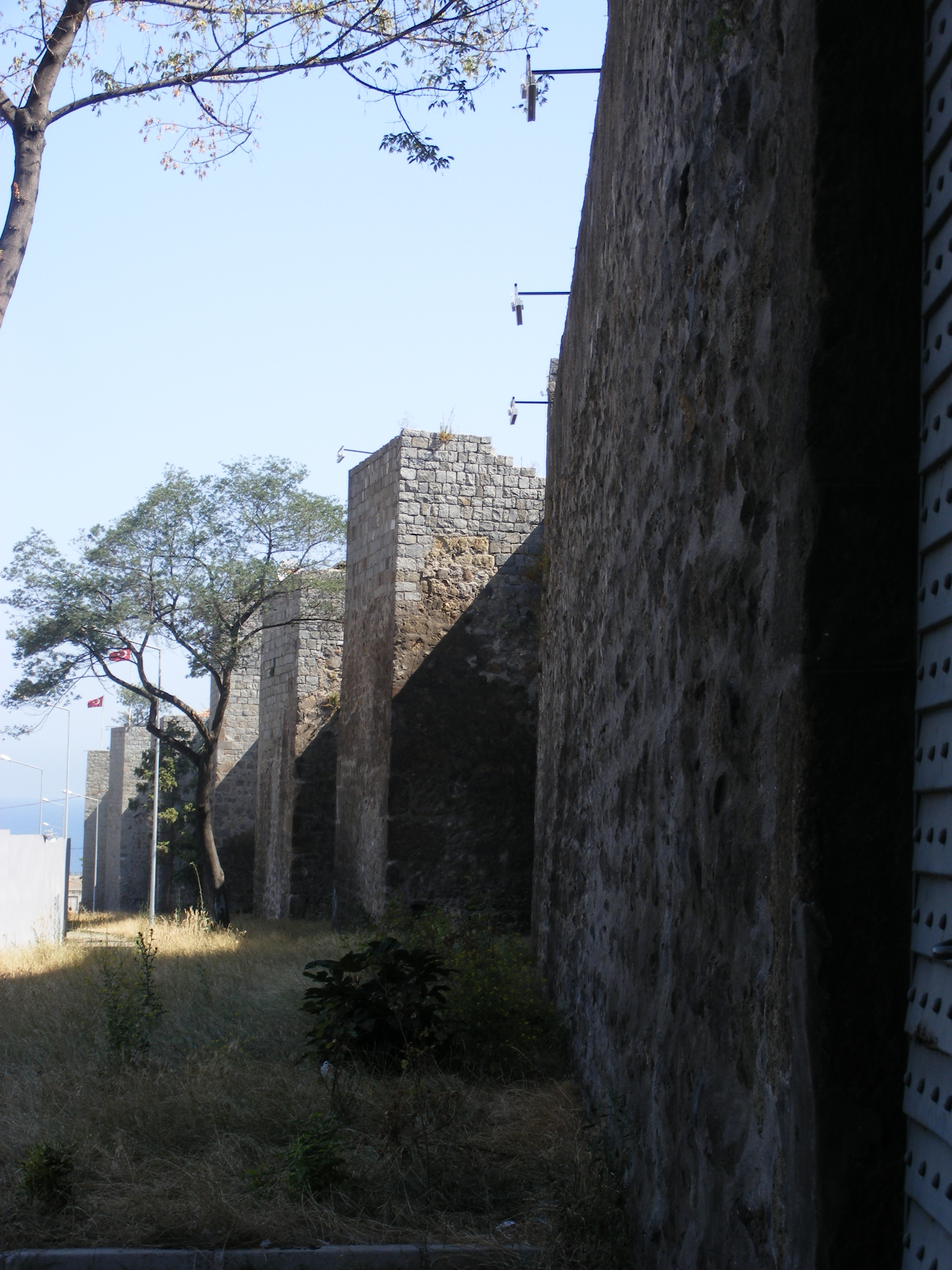
Murallas
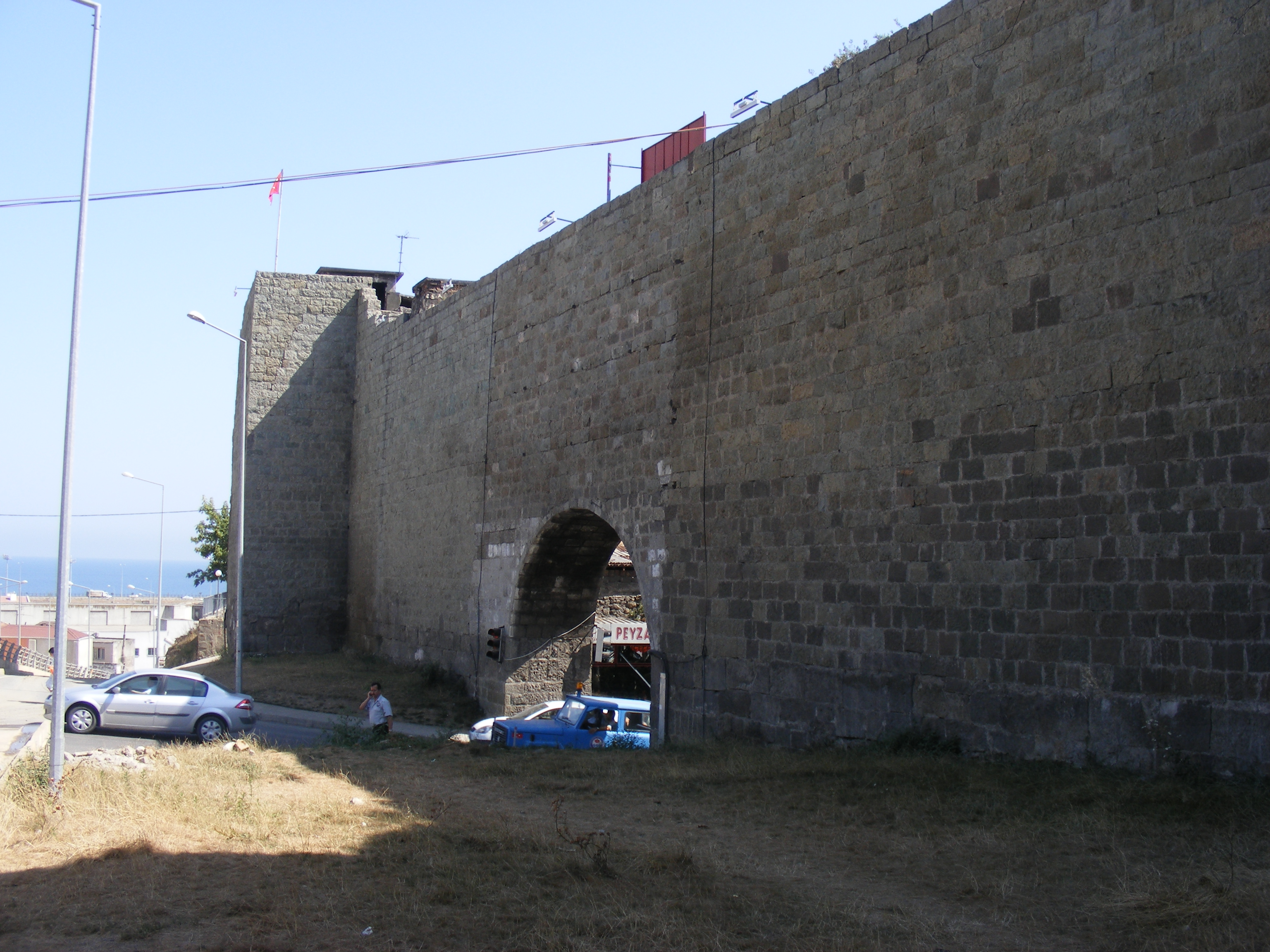
Una puerta
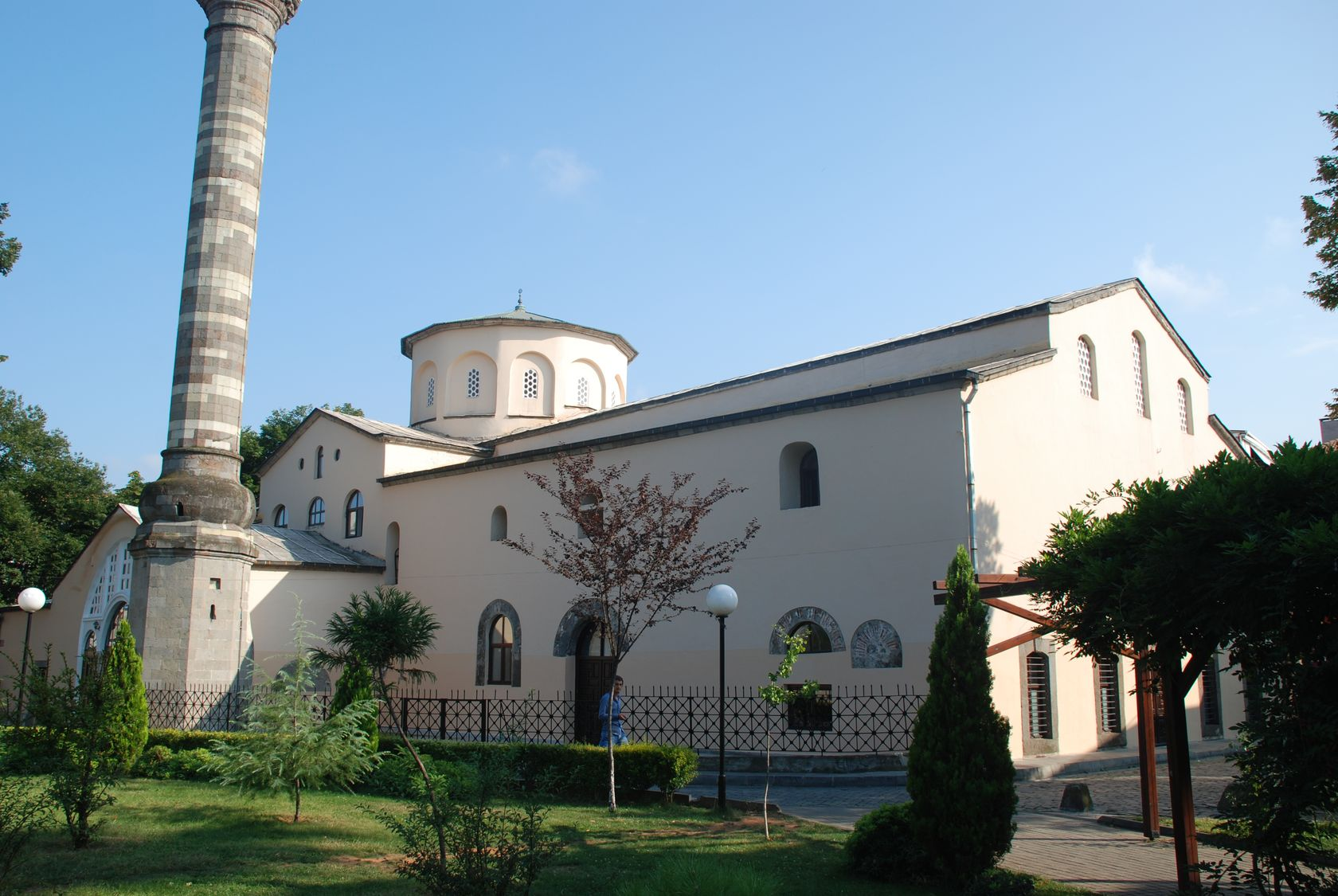
Mezquita Ortahisar (antigua iglesia Panagia Crisocéfalo)
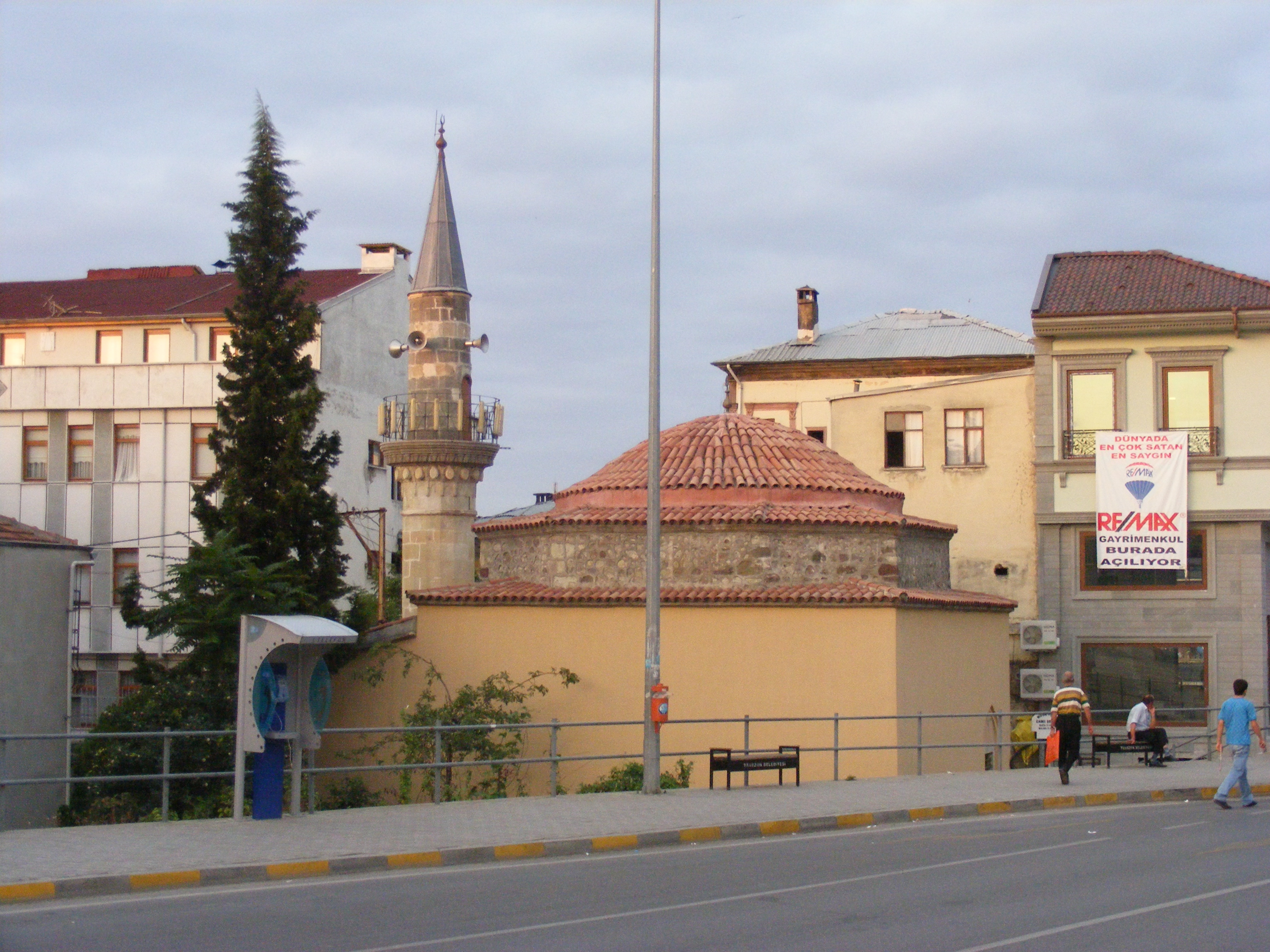
Mezquita Musa Pasha